# 广博仙人
廣博仙人（天城體：व्यास vyāsa，音譯為毗耶娑）是印度教著名的仙人，被認為是《往世書》的作者，並將最原始的吠陀經編撰出四大部。亦有說法稱他是大史詩《摩訶婆羅多》的作者。但沒有證據可證明他曾真實存在過。在梵語中，「毗耶娑」的字面意思是「分開者」，一些學者據此推斷，這一名稱實際上只是「編寫者」的意思，而典籍本身是由印度各地諸多不同的作者分別編寫而成。。
據《摩訶婆羅多》介紹，廣博仙人又名島生黑仙人，因為他出生於一個島上，且膚色黝黑。傳說他是著名苦行者破灭仙人與美貌少女貞信的私生子，後者出生自魚腹之中。貞信後來嫁給俱盧國福身王，做了王后，為福身王生了兩個兒子。福身王死後，兩個兒子先後繼位，又相繼死去，皆未留下子嗣。為免絕後，貞信太后召來私生子島生黑仙人，讓他根據當時的借種生子法，與兩位弟弟的遺孀們同房，生子傳宗接代。持國和般度的兒子們後來為爭奪王位，進行了一次毀滅性的戰爭——俱盧大戰。島生黑仙人以孫子們的戰爭事蹟為題材，創作了史詩《摩訶婆羅多》，並讓弟子們將詩篇傳揚於世。

## 外部連結
- 洛陽師院精品課程-外國文學電子講義-東方文學教案[永久]